# Ambassade de France au Burundi
L'ambassade de France au Burundi est la représentation diplomatique de la République française en république du Burundi. Elle est située à Bujumbura, l'ex-capitale politique et capitale économique du pays, et son ambassadeur est, depuis 2024, Sébastien Minot.

## Ambassade
L'ambassade est située à Bujumbura. Elle accueille aussi une section consulaire.

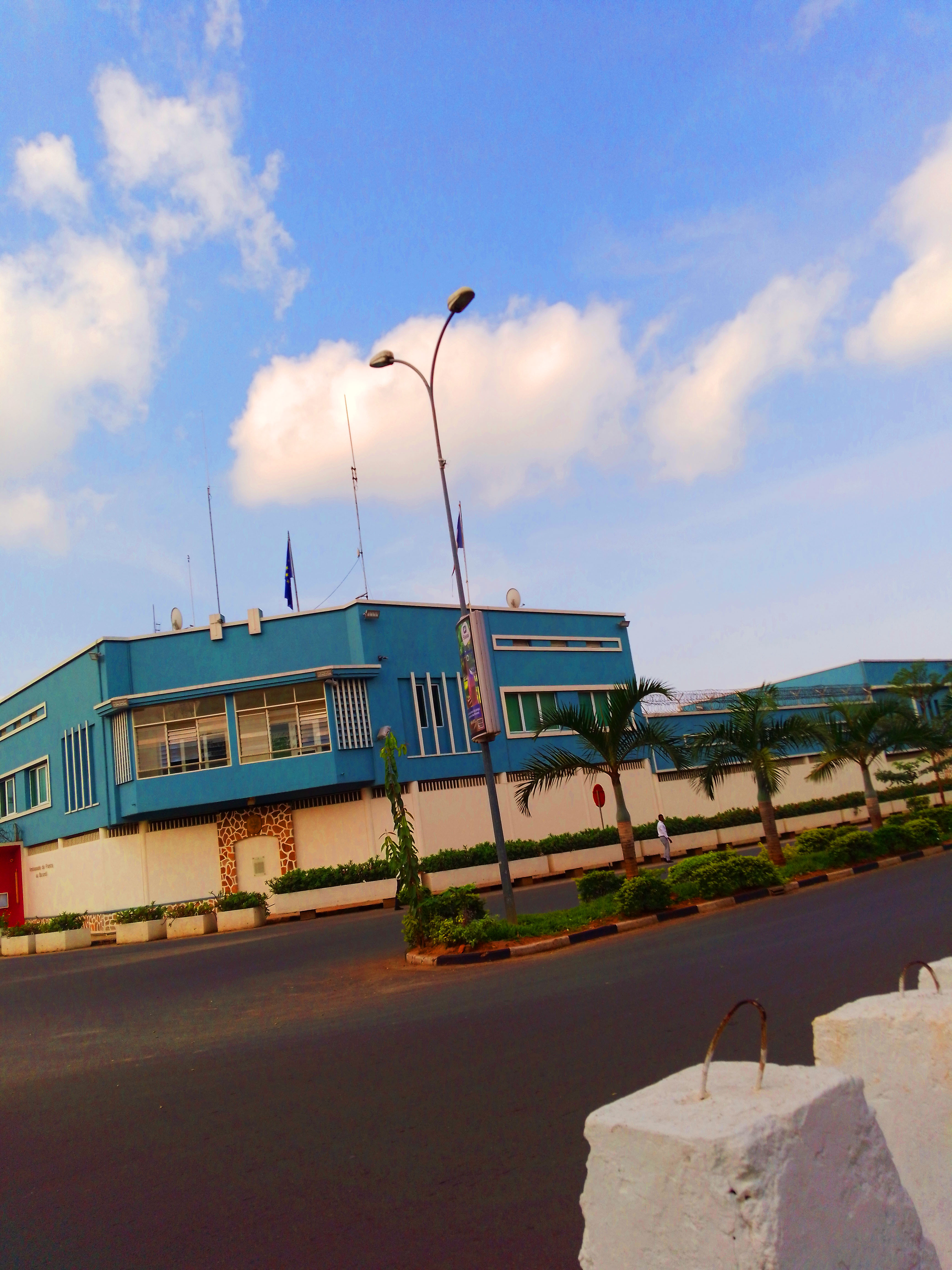
Vue de l'ambassade.

## Ambassadeurs de France au Burundi
| De   | À    | Ambassadeur                    |
| ---- | ---- | ------------------------------ |
| 1962 | 1966 | Marc Barbey                    |
| 1966 | 1972 | Hubert Yver de La Bruchollerie |
| 1972 | 1976 | Henri Bernard                  |
| 1976 | 1979 | René Moreau                    |
| 1979 | 1982 | Jean Fèvre                     |
| 1982 | 1986 | François Rey-Coquais           |
| 1986 | 1989 | Robert Rigouzzo                |
| 1989 | 1993 | Marcel Causse                  |
| 1993 | 1995 | Henri Crépin-Leblond           |
| 1995 | 1999 | Jean-Pierre Lajaunie           |
| 1999 | 2003 | Christian Daziano              |
| 2003 | 2006 | Alain Girma                    |
| 2006 | 2010 | Joël Louvet                    |
| 2010 | 2013 | Jean Lamy                      |
| 2013 | 2016 | Gerrit Van Rossum              |
| 2016 | 2019 | Laurent Delahousse             |
| 2019 | 2021 | Stéphane Gruenberg             |
| 2021 | 2024 | Jérémie Blin                   |
| 2024 | auj. | Sébastien Minot                |

## Consulat

### Communauté française
Au 31 décembre 2016, 290 Français sont inscrits sur les registres consulaires au Burundi.
| 2001 | 2002 | 2003 | 2004 |
| ---- | ---- | ---- | ---- |
| 179  | 184  | 232  | 232  |

| 2005 | 2006 | 2007 | 2008 |
| ---- | ---- | ---- | ---- |
| 276  | 359  | 406  | 375  |

| 2009 | 2010 | 2011 | 2012 |
| ---- | ---- | ---- | ---- |
| 430  | 438  | 444  | 412  |

| 2013 | 2014 | 2015 | 2016 |
| ---- | ---- | ---- | ---- |
| 429  | 481  | 377  | 290  |

### Circonscriptions électorales
Depuis la loi du 22 juillet 2013 réformant la représentation des Français établis hors de France avec la mise en place de conseils consulaires au sein des missions diplomatiques, les ressortissants français d'une circonscription recouvrant le Burundi, le Kenya, l'Ouganda, le Rwanda, la Tanzanie, la Zambie et le Zimbabwe élisent pour six ans trois conseillers consulaires. Ces derniers ont trois rôles : 
1. ils sont des élus de proximité pour les Français de l'étranger ;
2. ils appartiennent à l'une des quinze circonscriptions qui élisent en leur sein les membres de l'Assemblée des Français de l'étranger ;
3. ils intègrent le collège électoral qui élit les sénateurs représentant les Français établis hors de France.

Pour l'élection à l'Assemblée des Français de l'étranger, le Burundi appartenait jusqu'en 2014 à la circonscription électorale de Nairobi, comprenant aussi le Kenya, l'Ouganda, le Rwanda et la Tanzanie, et désignant deux sièges. Le Burundi appartient désormais à la circonscription électorale « Afrique centrale, australe et orientale » dont le chef-lieu est Libreville et qui désigne cinq de ses 37 conseillers consulaires pour siéger parmi les 90 membres de l'Assemblée des Français de l'étranger.
Pour l'élection des députés des Français de l’étranger, le Burundi dépend de la 10e circonscription.